# Малушув (Яворський повіт)
Малушув (пол. Małuszów, нім. Malitsch) — село в Польщі, у гміні Менцинка Яворського повіту Нижньосілезького воєводства.
Населення — 372 особи (2011).
У 1975-1998 роках село належало до Легницького воєводства.

## Демографія
Демографічна структура станом на 31 березня 2011 року:
|          | Загалом | Допрацездатний вік | Працездатний вік | Постпрацездатний вік |
| -------- | ------- | ------------------ | ---------------- | -------------------- |
| Чоловіки | 183     | 37                 | 129              | 17                   |
| Жінки    | 189     | 35                 | 111              | 43                   |
| Разом    | 372     | 72                 | 240              | 60                   |